# Kougar Cars

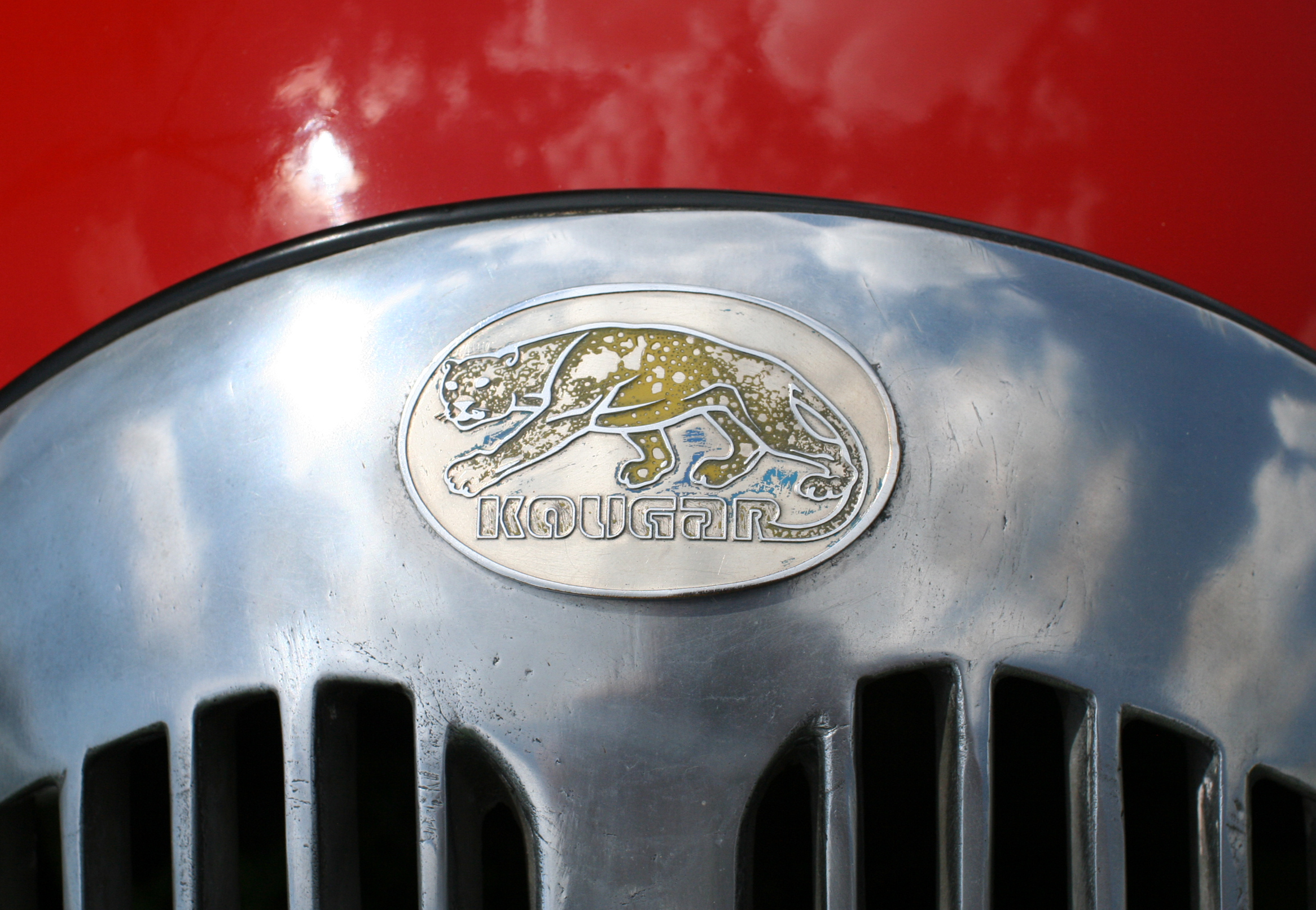
Emblem

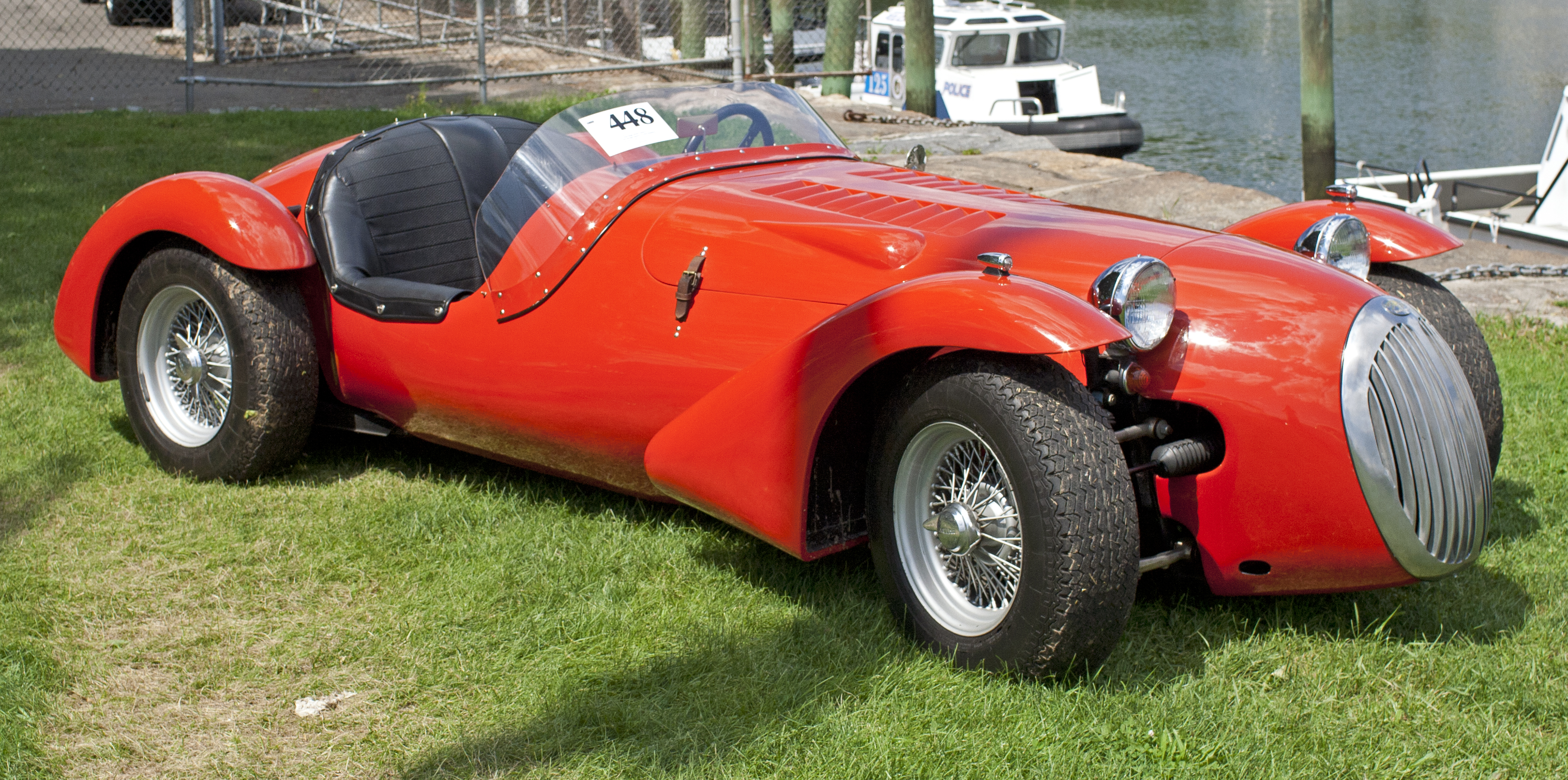
Kougar

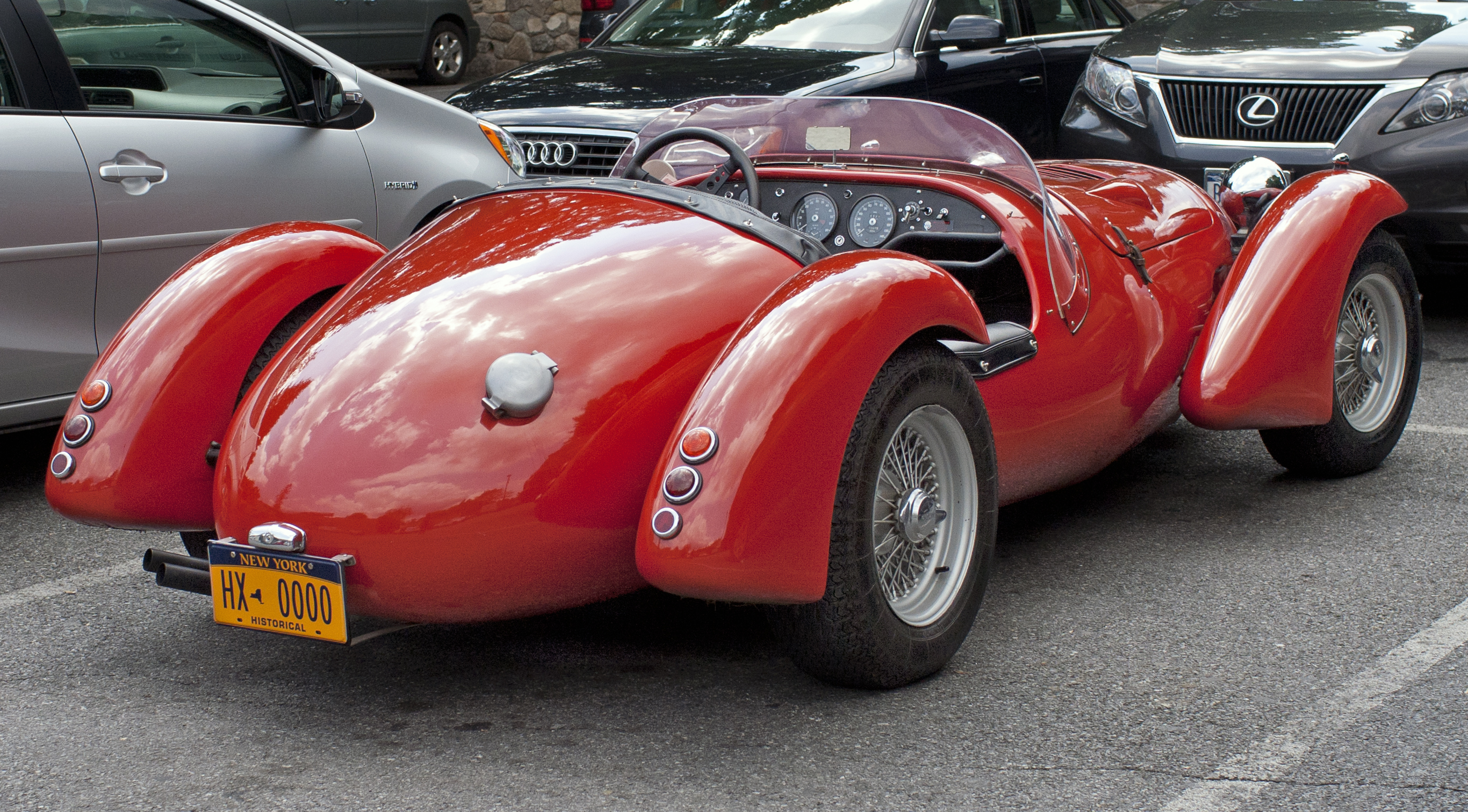
Heckansicht

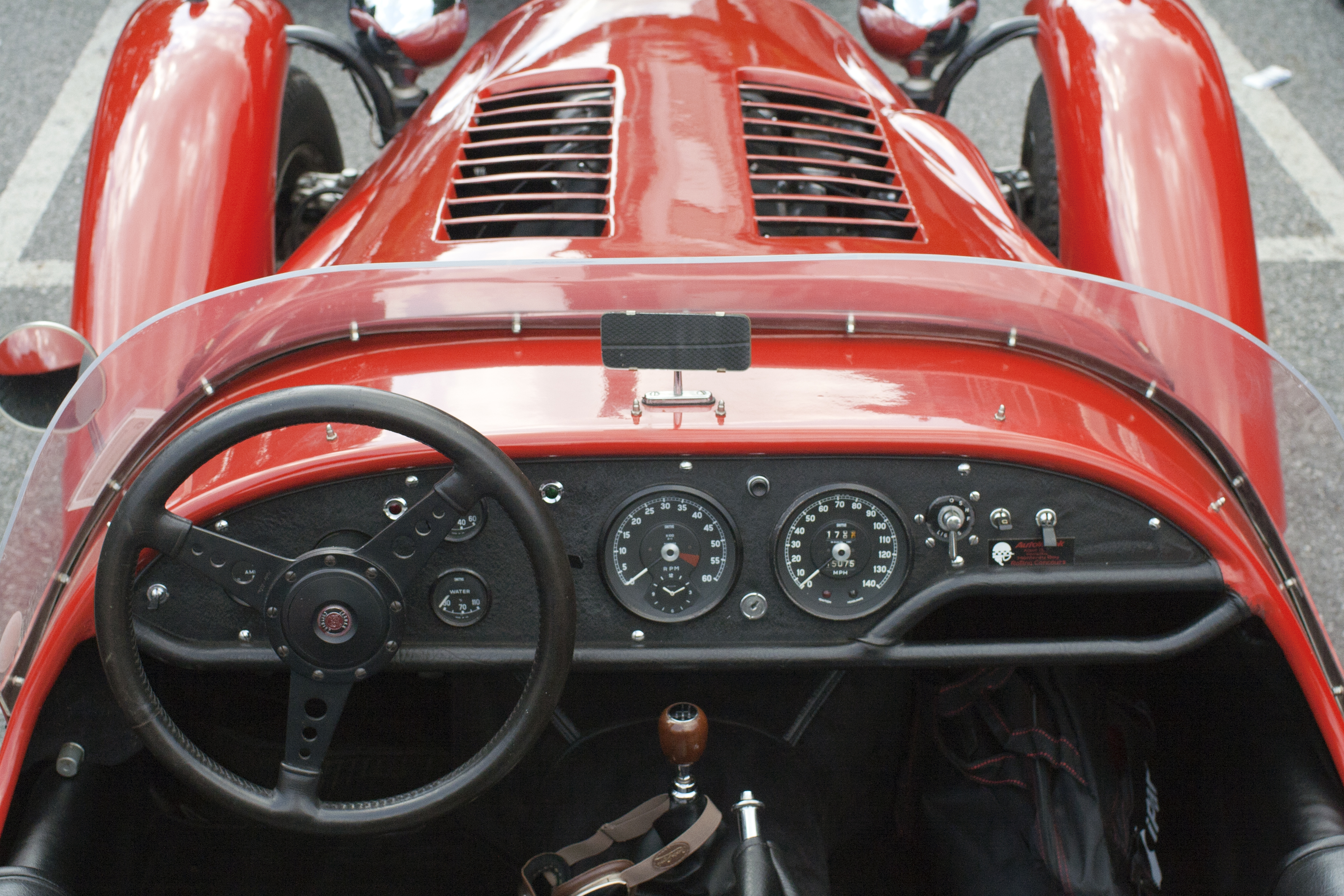
Interieur

Kougar Cars Limited, zuvor Starcourt Wells Limited, Kougar Cars, Kougar Cars (1990) Limited und Kougar Car Company, ist ein britischer Hersteller von Automobilen und Kit Cars.

## Unternehmensgeschichte
Rick Stevens leitete das Unternehmen Starcourt Wells Limited (nach anderen Quellen Storcourt Wells Limited oder Starcon & Wells Limited). Sitz war in Crowborough in der Grafschaft East Sussex. 1976 entstand der erste Prototyp. Dick Crosthwaite und John Gardiner unterstützten ihn. Die Serienproduktion begann. Der Markenname lautet Kougar.
Aus dem Unternehmen wurde 1976, 1977 oder 1979 Kougar Cars.
Der Firmensitz wurde 1979 nach Mark Cross und 1982 nach Uckfield verlegt. Beide Orte liegen ebenfalls in East Sussex.
Phil Street übernahm 1990 das Unternehmen. Er benannte es in Kougar Cars 1990 Limited bzw. Kougar Cars (1990) Limited um. Der Firmensitz befand sich nun in Trent bei Sherborne in Dorset.
Die nächste Übernahme erfolgte 1994 durch Sam Cobley. Unter der neuen Firmierung Kougar Cars war das Unternehmen nun in Warwick in Warwickshire ansässig.
Unter Leitung von John Killick erfolgte 1998 die Umbenennung in Kougar Car Company.
Simon Dunford, der zuvor bei Lynx tätig war, übernahm 2001 das Unternehmen und änderte den Namen in Kougar Cars Limited.
Der Unternehmenssitz ist nun in Rye in East Sussex.
Insgesamt entstanden bisher etwa 830 Fahrzeuge (Stand: 2015).

## Fahrzeuge

### Sports
Der Sports ist das erste und erfolgreichste Modell. Es ist ein zweisitziger Roadster mit einer Ähnlichkeit zum Frazer Nash Le Mans Replica von 1950. Anfangs basierte es technisch auf einem Jaguar S-Type, später auf einem Jaguar XJ. 1986 erschien die zweite Ausführung mit anderem Rahmen und Radaufhängung. Die vierte Ausführung von 2004 hat eine andere Motorhaube und Kotflügel. Der Sports ist in zwei Varianten erhältlich, die sich unter anderem leicht im Design unterscheiden: Classic Kougar Sports und Kougar Sports MK 4. Von diesem Modell entstanden bisher etwa 800 Exemplare.

### Monza
Der Monza erschien 1980. Auch er ist ein Roadster. Allerdings ist die Form moderner und die Kotflügel in die Karosserie integriert. Eine Quelle sieht eine Ähnlichkeit zum 1950er Modellen von Ferrari. Die Basis bildete zunächst der Ford Cortina, später ebenfalls der Jaguar XJ 6 mit dem V8-Motor von Rover. Bisher entstanden 34 Exemplare.